# سکوهروف (ناحیه هاولیتشکوف برود)
سکوهروف (به چکی: Skuhrov) یک منطقهٔ مسکونی در جمهوری چک است که در ناحیه هاولیتشکوف برود واقع شده‌است. سکوهروف ۴٫۹۸ کیلومتر مربع مساحت و ۲۵۴ نفر جمعیت دارد و ۵۰۲ متر بالاتر از سطح دریا واقع شده‌است.